# Miriam Borgermans
Miriam Borgermans (Vught, 14 oktober 1965) is een Belgische schrijfster van kinder- en youngadultboeken. Op jonge leeftijd verhuisde het gezin naar België. Ze studeerde voor bio-ingenieur en heeft voor banken gewerkt. In 1995 kwam haar debuut uit: De wormenfabriek.
Borgmans is vooral bekend van haar boekenseries over Annabelleke (jeugd) en de serie Slaves (young adult).
In de serie van Annabelleke zijn drie boeken verschenen:
- Stouter dan ooit
- Het allerstoutste kindje ter wereld
- Hoera voor Annabelleke

De illustraties zijn van Monique van den Hout. De boeken zijn vertaald in het Hongaars en Duits.
De serie Slaves bestaat steeds uit een tweetal boeken die elk dezelfde gebeurtenissen beschrijven, maar dan bezien vanuit een ander personage: afwisselend Raven en Dante. De eerste 8 delen zijn intussen verschenen.